# Каїко
Каїко (порт. Caíco, нар. 15 травня 1974, Порту-Алегрі) — бразильський футболіст, що грав на позиції півзахисника.
Виступав, зокрема, за клуб «Інтернасьйонал», а також молодіжну збірну Бразилії.
Володар Кубка Бразилії.

## Клубна кар'єра
У дорослому футболі дебютував 1992 року виступами за команду клубу «Інтернасьйонал», в якій провів три сезони, взявши участь у 52 матчах чемпіонату. 
Згодом з 1996 по 2008 рік грав у складі команд клубів «Верді Кавасакі», «Фламенго», «Сантус», «Атлетіку Паранаенсе», «Сантус», «Атлетіко Мінейру», «Сантус», «Лугано», «Понте-Прета», «Гояс», «Уніан Лейрія», «Жувентуде», «Марітіму», «Корітіба», «Ітумбіара» та «Віла-Нова».
Завершив професійну ігрову кар'єру у клубі «Ітумбіара», у складі якого вже виступав раніше. Прийшов до команди 2009 року, захищав її кольори до припинення виступів на професійному рівні у тому ж році.

## Виступи за збірну
У 1993 році залучався до складу молодіжної збірної Бразилії. На молодіжному рівні зіграв у 6 офіційних матчах.

## Титули і досягнення
- Володар Кубка Бразилії (1):

«Інтернасьйонал»: 1992
- Чемпіон світу (U-20): 1993